# Садо (фільм)
«Садо» (кор. 사도, латиніз. Sado) — південнокорейський історично-драматичний фільм, знятий Лі Чон Іком. У головних ролях — Сон Кан Хо, Ю А Ін та Мун Гинйон. Стрічка була висунута Південною Кореєю на премію «Оскар-2016» у номінації «найкращий фільм іноземною мовою».

## Сюжет
Під час правління короля Йонджо, його син, наслідний принц Садо, у якого психічне захворювання зі статевими збоченнями, нещадно вбиває кількох людей в палаці. Йонджо, згідно з регламентом суду, не може вбити сина власноруч, тоді він вирішує замкнути його у великому дерев'яному рисовому ящику.

## У ролях
- Сон Кан Хо — король Йонджо
- Ю А Ін — наслідний принц Садо
- Мун Гинйон — леді Гонгьон
- Кім Ге Сук — королева Інвон
- Чін Чжи Гі — Лі Йон Бін
- Пак Вон Сан — Гон Бон Хань

## Виробництво
Знімання почались 8 липня 2014 року.

## Визнання
| Нагороди та номінації фільму «Садо» | Нагороди та номінації фільму «Садо»     | Нагороди та номінації фільму «Садо» | Нагороди та номінації фільму «Садо»     | Нагороди та номінації фільму «Садо» | Нагороди та номінації фільму «Садо» |
| Рік                                 | Кінопремія / Кінофестиваль              | Категорія / Нагорода                | Номінант                                | Результат                           |                                     |
| ----------------------------------- | --------------------------------------- | ----------------------------------- | --------------------------------------- | ----------------------------------- | ----------------------------------- |
| 2015                                | Кінопремія «Блакитний дракон»           | Найкращий фільм                     | «Садо»                                  | Номінація                           |                                     |
| 2015                                | Кінопремія «Блакитний дракон»           | Найкращий режисер                   | Лі Чон Ік                               | Номінація                           |                                     |
| 2015                                | Кінопремія «Блакитний дракон»           | Найкращий актор                     | Ю А Ін                                  | Перемога                            |                                     |
| 2015                                | Кінопремія «Блакитний дракон»           | Найкраща акторка другого плану      | Кім Ге Сук                              | Перемога                            |                                     |
| 2015                                | Кінопремія «Блакитний дракон»           | Найкращий сценарій                  | Чхоль-Хьон Чжо, Ох Син-хьон, Лі Сон Вон | Номінація                           |                                     |
| 2015                                | Кінопремія «Блакитний дракон»           | Найкраща операторська робота        | Кім Те Гьон                             | Перемога                            |                                     |
| 2015                                | Кінопремія «Блакитний дракон»           | Найкращий монтаж                    | Ян Чжин Мо                              | Номінація                           |                                     |
| 2015                                | Кінопремія «Блакитний дракон»           | Найкращий художник-постановник      | Сенг-юнг Кенг                           | Номінація                           |                                     |
| 2015                                | Кінопремія «Блакитний дракон»           | Найкраще освітлення                 | Хонг Син Чхоль                          | Перемога                            |                                     |
| 2015                                | Кінопремія «Блакитний дракон»           | Найкраща музика                     | Пан Джунсок                             | Перемога                            |                                     |
| 2015                                | Премія «Великий дзвін»                  | Найкращий фільм                     | «Садо»                                  | Номінація                           |                                     |
| 2015                                | Премія «Великий дзвін»                  | Найкращий режисер                   | Лі Чон Ік                               | Номінація                           |                                     |
| 2015                                | Премія «Великий дзвін»                  | Найкращий актор                     | Ю А Ін                                  | Номінація                           |                                     |
| 2015                                | Премія «Великий дзвін»                  | Найкраща акторка другого плану      | Кім Ге Сук                              | Перемога                            |                                     |
| 2015                                | Талліннський кінофестиваль «Темні ночі» | Гран-прі                            | «Садо»                                  | Перемога                            |                                     |
| 2015                                | Талліннський кінофестиваль «Темні ночі» | Найкраща музика до фільму           | Пан Чжун Сок                            | Перемога                            |                                     |